# Anamaria Marinca

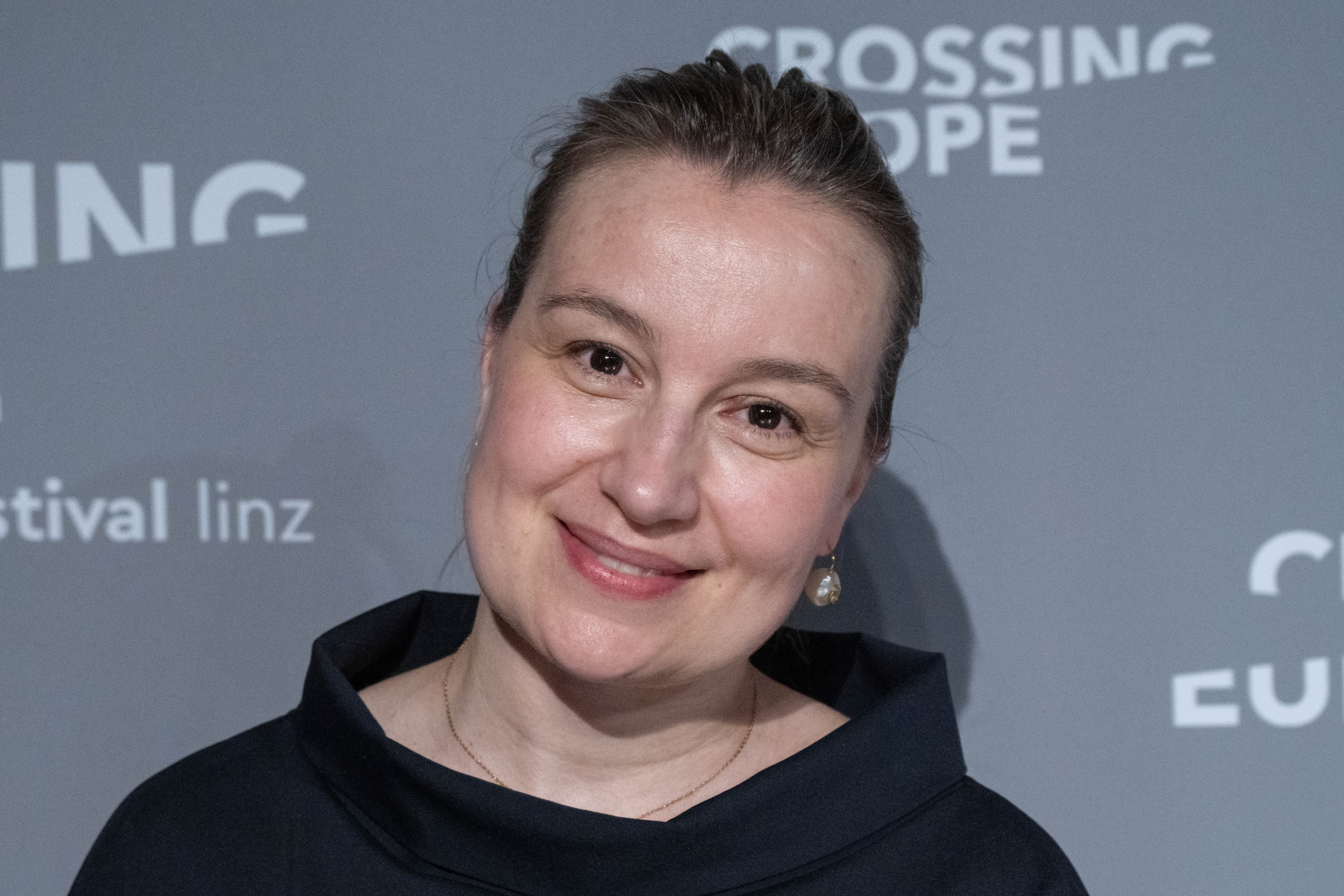
Anamaria Marinca beim Crossing Europe Filmfestival 2025 in Linz

Anamaria Marinca (* 1. April 1978 in Iași) ist eine rumänische Schauspielerin.

## Leben
Anamaria Marinca wurde 1978 in Iași, im Nordosten Rumäniens, in eine Künstlerfamilie hineingeboren. Ab dem sechsten Lebensjahr eiferte sie ihrer Mutter, einer Violinistin, nach, die später Rumänien verließ und in den Westen floh. Marinca studierte das Geigenspiel bis zum achtzehnten Lebensjahr, ehe sie in die Fußstapfen ihres Vaters, eines Schauspielers, trat. Sie studierte Schauspielerei an der Kunsthochschule George Enescu, wo sie von ihrem Vater unterrichtet wurde. Ihre weitere Ausbildung machte sie am Teatrul Tineretului, dem Jugendtheater von Piatra Neamț. Dort gelang ihr später der Wechsel in die Theatergruppe Actiune Teatrala 05, wo sie mit dem französischen Theaterregisseur Christian Benedetti vom Pariser Studio-Théâtre zusammenarbeitete.
Unter seiner Regie erschien sie im Januar 2004 in Edward Bonds Theaterstück Children. Ihm folgten Auftritte in Bühnenstücken von Alexandre Dumas und August Strindberg wie auch moderneren Stoffen von Heiner Müller, den rumänischen Erstaufführungen der Werke Sarah Kanes (Zerbombt, Gier, 4.48 Psychose) oder rumänischen Stücken. Dadurch konnte sich Marinca, die auch Engagements für mehrere Theaterfestivals in Osteuropa erhielt, in ihrem Heimatland schnell als ernstzunehmende Bühnendarstellerin etablieren und wechselte später zur Theaterkompanie Bulandra nach Bukarest.
Parallel zur Arbeit am Theater gab Anamaria Marinca 2004 ihr Debüt als Schauspielerin im ausländischen Fernsehen, nachdem sie in Bukarest bei einem Casting für Peter Yates’ zweiteiliges Fernsehspiel Sex Traffic entdeckt worden war. In dem vierstündigen Drama, das in Rumänien und London entstand, schlüpfte sie wie ihre Landsfrau Maria Popistașu in die Rolle eines moldawischen Teenagers, dem eine bessere berufliche Zukunft in London versprochen wird. Tatsächlich geraten die Mädchen an Menschenhändler, die die beiden Schwestern quer durch Rumänien, Serbien, Albanien und Italien nach Großbritannien verschleppen und sie zwingen, der Prostitution nachzugehen. Der kanadisch-britischen Koproduktion (produziert von CBC und Channel 4) war Erfolg bei Kritikern beschieden, die Yates’ Studie als deprimierenden und glaubwürdigen Blick auf die schmutzige Realität des Geschäfts der sexuellen Sklaverei und Korruption bewerteten. Ebenso im Fokus der Kritiker stand die als „hypnotisch“ bezeichnete schauspielerische Leistung von Anamaria Marinca. Der Part der Elena, der älteren der beiden verschleppten Schwestern, brachte ihr im Februar 2005 unter anderem den britischen Fernsehpreis BAFTA als beste Darstellerin ein. Bei der Preisverleihung setzte sie sich gegen so bekannte Schauspielerinnen wie Brenda Blethyn (Familienanschluss) durch.
Nach dem Erfolg von Sex Traffic zog Anamaria Marinca nach London, wo sie im Frühjahr 2006 ihr Londoner Bühnendebüt am Lyttelton Theatre in der National-Theatre-Produktion von William Shakespeares Maß für Maß gab. Im selben Jahr erschien sie in einer Episode der britischen Fernsehserie Hotel Babylon der BBC. 2007 hatte Marinca die Rolle der Yasim in Iain B. MacDonalds dramatischem Fernsehmehrteiler The Last Enemy, in dem sie an der Seite von Benedict Cumberbatch, Robert Carlyle, Max Beesley und Geraldine James auftrat.
Für ihr Kinodebüt kehrte sie in ihre Heimat Rumänien zurück, wo sie mit Cristian Mungiu an 4 luni, 3 săptămâni și 2 zile (dt.: 4 Monate, 3 Wochen und 2 Tage) arbeitete. Der Film zeigt vor dem Hintergrund des Ceaușescu-Regimes im Jahr 1987 die Geschichte zweier rumänischer Studentinnen, die sich mit dem Problem einer ungewollten Schwangerschaft konfrontiert sehen.
4 luni, 3 săptămâni și 2 zile wurde 2007 bei den 60. Filmfestspielen von Cannes uraufgeführt, wo der Film im Wettbewerb um die Goldene Palme vertreten war. Mit dem von deutschen Filmkritikern als „magenerschütternd“, „beklemmend“, „stark“ und „großartig besetzt“ bewerteten Drama konnte Marinca an den vorangegangenen Erfolg anknüpfen. Das Porträt der Otilia, die ihrer Mitstudentin Gabita (gespielt von Laura Vasiliu) bei der illegalen Abtreibung ihres Kindes behilflich ist, brachte ihr gemeinsam mit der Russin Galina Wischnewskaja (Alexandra) und der Südkoreanerin Jeon Do-yeon (Secret Sunshine) einen Favoritenstatus für den Preis als beste Schauspielerin des Filmfestivals. Zwar gewann diesen Darstellerpreis letztlich Do-yeon, doch Mungius Film wurde mit der Goldenen Palme prämiert und machte die Anamaria Marinca einem weltweiten Kinopublikum bekannt. Monate später erhielt sie für 4 Monate, 3 Wochen und 2 Tage eine Nominierung zum Europäischen Filmpreis und den Shooting Star Award der Berlinale 2008.
Ebenfalls 2007 fertiggestellt wurde Francis Ford Coppolas Literaturverfilmung Jugend ohne Jugend, in der Marinca in einer Nebenrolle an der Seite von Tim Roth, Alexandra Maria Lara und Bruno Ganz zu sehen ist. 2008 erschien sie in dem rumänischen Film Boogie von Radu Muntean und in Oliver Hirschbiegels Krimidrama Five Minutes of Heaven (neben Liam Neeson und James Nesbitt). 2009 gab sie Julie Delpys internationaler Kinoproduktion Die Gräfin den Vorzug, einem Historienfilm über das Leben der ungarischen Adeligen und Serienmörderin Erzsébet Báthory (1560–1614). Erneut Lob der Kritiker erhielt Marinca für ihre Rolle in Hans-Christian Schmids preisgekröntem mehrsprachigen Politdrama Sturm (2009), für das sie Deutsch gelernt hatte. An der Seite von Kerry Fox ist sie, Vergewaltigungsopfer, als in Berlin lebende Bosniakin zu sehen, die nach vielen Skrupeln vor dem Internationalen Strafgerichtshof in Den Haag gegen einen mutmaßlichen serbischen Kriegsverbrecher aussagt und dabei mehr enthüllt, als das Gericht hören möchte. Der Film erhielt eine Einladung zum Wettbewerb der 59. Filmfestspiele von Berlin.
Anamaria Marinca beschreibt sich selbst als keine unbeschwerte Person, die das Leben durch rosa Gläser sieht. Heitere Rollen habe sie laut eigener Aussage nur in ihren frühen Theaterjahren verkörpert. Von Juli bis August 2009 war sie am Londoner Young Vic Theatre in Christian Benedettis Inszenierung von Sarah Kanes 4.48 Psychose zu sehen, worauf Rollen in dem britischen Fernsehfilm Sleep with Me (2009) und der niederländischen Kinoproduktion De vliegenierster van Kazbek (2010) folgten.

## Filmografie (Auswahl)
- 2004: Sex Traffic (Fernsehfilm)
- 2007: 4 Monate, 3 Wochen und 2 Tage (4 luni, 3 săptămâni și 2 zile)
- 2007: Jugend ohne Jugend (Youth Without Youth)
- 2008: The Last Enemy (Fernsehserie)
- 2008: Boogie
- 2009: Five Minutes of Heaven
- 2009: Sturm (Storm)
- 2009: Die Gräfin (The Countess)
- 2009: Sleep with Me (Fernsehfilm)
- 2010: De vliegenierster van Kazbek
- 2010: The Pizza Miracle (Kurzfilm)
- 2010: Look, Stranger
- 2010–2011: Holby City (Fernsehserie, 3 Folgen)
- 2011: Perfect Sense
- 2012: Kommissar Wallander: Hunde von Riga (Wallander, Fernsehreihe, 1 Folge)
- 2012: Un nuage dans un verre d’eau
- 2013: Europa Report
- 2013: Der Mann an ihrer Seite (The Politician’s Husband, Fernsehserie, 3 Folgen)
- 2014: Herz aus Stahl (Fury)
- 2014: The Missing (Fernsehserie, 3 Folgen)
- 2015:  River (Fernsehserie, eine Folge)
- 2015: Silent Witness (Fernsehserie, 2 Folgen)
- 2016: The Girl with All the Gifts
- 2016–2018: Mars (Fernsehserie, 12 Folgen)
- 2017: Ghost in the Shell
- 2017: Inspector Barnaby (Midsomer Murders, Fernsehreihe, Folge Stolz, Mord und Vorurteil)
- 2017: Nico, 1988
- 2017: George Gently – Der Unbestechliche (Inspector George Gently, Fernsehserie, eine Folge)
- 2019–2020: Tin Star (Fernsehserie)
- 2020: The Old Guard
- 2020: The Bike Thief
- 2022: You Won’t Be Alone
- 2022: The Chelsea Detective (Krimiserie)
- 2023: Domakinstvo za Pocetnici

## Auszeichnungen
BAFTA Award
- 2005: Beste Darstellerin für Sex Traffic

Europäischer Filmpreis
- 2007: nominiert als Beste Darstellerin für 4 Monate, 3 Wochen und 2 Tage

Chlotrudis Awards
- 2009: nominiert als Beste Hauptdarstellerin für 4 Monate, 3 Wochen und 2 Tage

Gemini Award
- 2005: nominiert als Beste Hauptdarstellerin in einem dramatischen Fernsehfilm oder Serie für Sex Traffic

London Critics Circle Film Awards
- 2008: nominiert als Beste Darstellerin für 4 Monate, 3 Wochen und 2 Tage

Los Angeles Film Critics Association
- 2007: 2. Platz in der Kategorie Beste Hauptdarstellerin für 4 Monate, 3 Wochen und 2 Tage

Festival de Télévision de Monte-Carlo
- 2005: Goldene Nymphe als Beste Darstellerin in einem Fernsehmehrteiler für Sex Traffic

Royal Television Society
- 2005: Beste Darstellerin für Sex Traffic

Shooting Star
- 2008: Shooting Star Award

Stockholm Film Festival
- 2007: Beste Darstellerin für 4 Monate, 3 Wochen und 2 Tage